# Achatocarpaceae
Achatocarpaceae is een botanische naam, voor een familie van tweezaadlobbige planten. Een familie onder deze naam wordt de laatste decennia regelmatig erkend door systemen voor plantentaxonomie, en zo ook door het APG-systeem (1998) en het APG II-systeem (2003).
Het gaat om een kleine familie van houtige planten die voorkomen in de warme delen van de Amerika's.
In het Cronquist systeem (1981) werd de familie ook geplaatst in de orde Caryophyllales. In het wat minder recente verleden werd zo'n familie niet erkend en werden de betreffende planten wel ingedeeld in de familie Phytolaccaceae.

## Geslachten[1]
- Achatocarpus Triana
- Phaulothamnus A.Gray